# Miroslav Zavičár
Miroslav Zavičár (* 31. března 1979 Ostrava) je český herec, který v současné době působí v Divadle v Dlouhé. V minulosti byl členem hereckého souboru Slováckého divadla a Klicperova divadla a spolupracoval s Letními shakespearovskými slavnostmi a Tygrem v tísni.

## Životopis
Studoval analytickou chemii na Střední průmyslová škole chemické v Ostravě. Když podával přihlášky na vysoké školy, pro zpestření oborů podal přihlášku i na Divadelní fakultu Janáčkovy akademie múzických umění (JAMU) v Brně. Tam v roce 2003 absolvoval činoherní herectví. Po JAMU nastoupil do angažmá ve Slováckém divadle v Uherském Hradišti, kde působil v letech 2001-2007. Poté nastoupil do souboru Klicperova divadla v Hradci Králové. Zde hrál do sezony 2018/2019. Krátce potom, co dal v Klicperově divadle výpověď, dostal nabídku angažmá v Divadle v Dlouhé v Praze, kde působí od sezony 2019/2020.
V roce 2019 uzavřel registrované partnerství s hercem a zpěvákem Janem Sklenářem. Má staršího bratra Denise a mladší sestru Evu.
Kromě divadelních rolí si několikrát zahrál i televizní. Objevil se v seriálech Cesty domů, Případy 1. oddělení, Odznak Vysočina a Dáma a Král. Zahrál si též ve filmech Nuda v Brně a Narušitel. Spolupracuje s Českým rozhlasem a Českou televizí v dokumentární a hrané tvorbě. Namluvil například hlasový komentář k Osudovým okamžikům a Zapomenutým výpravám či předčítal pohádky v pořadu Pohádky Hanse Christiana Andersena. Byl jedním z interpretů audioknih Stýskání zakázáno a Stýskání zažehnáno od Soni Červené a Černý telefon a další příběhy od Joea Hilla.
Pro Taneční divadlo Honzy Pokusila režíroval Krásku a Zvíře, O překrásné Vasilise a Kytici. Společně s Janem Sklenářem spolupracuje s ochotnickým divadelním souborem Vrchlický v Jaroměři. Rovněž spolupracuje s festivalem orientálních kultur Nad Prahou půlměsíc.

## Divadelní role (výběr)

### Slovácké divadlo[4]
- 2001 Julius Zeyer: Radúz a Mahulena, Radúz, režie Igor Stránský
- 2002 Frederico García Lorca: Pláňka (Yerma), Viktor, režie Igor Stránský
- 2003 Anton Pavlovič Čechov: Racek, Semjon Semjonovič Medvěděnko, režie Oxana Smilková
- 2004 Zoltán Egressy: Portugálie, Drobek, režie Igor Stránský
- 2005 Terrence McNally, David Yazbek: Donaha!, Malcolm MacGregor, režie Radek Balaš
- 2006 Tennessee Williams: Skleněný zvěřinec, Tom Wingfield, režie Zdeněk Dušek
- 2007 Jakub Maceček, Vladimír Fekar: Villon F. (Na krk oprátku ti věší), Francois Villon, režie Jakub Maceček

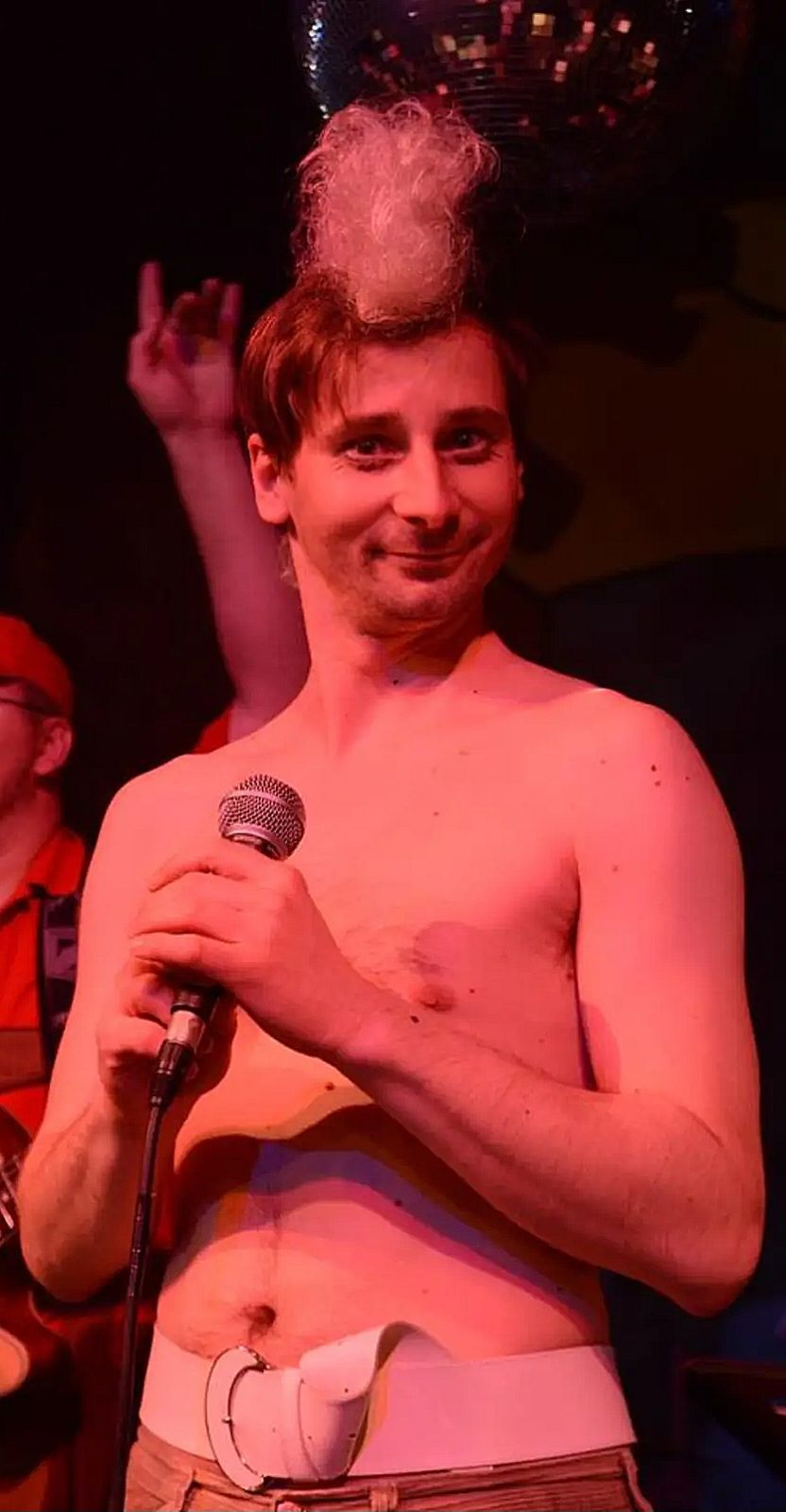
Miroslav Zavičár v převleku bílého koně.

### Klicperovo divadlo[5]
- 2008 Friedrich Schiller: Panna Orleánská, Karel VII. / francouzský král, režie Braňo Mazúch
- 2009 David Drábek: Ještěři, Luděk, režie David Drábek
- 2010 David Drábek: Noc oživlých mrtvol, Goran, režie David Drábek
- 2011 David Drábek: Jedlíci čokolády, Samuel, režie David Drábek
- 2012 William Shakespeare: Richard III., Hrabě Rivers / Richard / Bílý kůň, režie David Drábek
- 2013 Ladislav Smoček: Podivné odpoledne Dr. Zvonka, Tichý, režie David Drábek
- 2013 SKUTR (Martin Kukučka a Lukáš Trpišovský): Labutí jezero, Beno, režie SKUTR
- 2014 Karel Jaromír Erben, Karel Brožek: Kytice, Muž, režie Karel Brožek
- 2015 ‎Alexandr Sergejevič Puškin: Evžen Oněgin, Evžen Oněgin, režie SKUTR
- 2016 Boris Vian: Pěna dní, Colin, režie SKUTR
- 2017 David Drábek podle Johanna Strausse ml.: Netopýr, Dr. Falko, režie David Drábek
- 2018 Fjodor Michajlovič Dostojevskij: Bratři Karamazovi, Ivan, režie SKUTR
- 2019 Molière: Lakomec, Štika / Komisař, režie Michal Hába

### Letní shakespearovské slavnosti[13]
- 2015 William Shakespeare: Romeo a Julie, Chór / Kníže / Baltazar / Lékárník, režie SKUTR

### Tygr v tísni[14]
- 2019 Marie Nováková podle Aristofana: Plodnost! Mír! A Bohatství!, Účinkující, režie Ivo Kristián Kubák a Marie Nováková

### Divadlo v Dlouhé[1]
- 2019 William Shakespeare: Sonety, Účinkující, režie SKUTR
- 2020 Michael Frayn: Bez roucha, Tim Allgood, režie Hana Burešová
- 2021 Michail Bulgakov: Mistr a Markétka, Korovjev / Marek zvaný Krysobijec, režie SKUTR
- 2022 Světlana Alexijevičová, Daniel Majling: Konec rudého člověka, Jurij, režie Michal Vajdička
- 2022 Emanuel Schikaneder, Wolfgang Amadeus Mozart: Kouzelná flétna, Papageno, režie SKUTR
- 2023 Petr Stančík: Pravomil, Jarka Baterka / Edy, režie Tomáš Dianiška
- 2024 René Levínský: Don Juan a já, Jan Potrhal, režie Hana Burešová
- 2025 István Tasnádi: Kartonový taťka, Hugo, režie Michal Vajdička